# Cervera de Pisuerga
Cervera de Pisuerga é um município da Espanha na província de Palência, comunidade autónoma de Castela e Leão, de área 323,20 km² com população de 2679 habitantes (2004) e densidade populacional de 8,29 hab/km².

## Demografia
| Variação demográfica do município entre 1991 e 2004 | Variação demográfica do município entre 1991 e 2004 | Variação demográfica do município entre 1991 e 2004 | Variação demográfica do município entre 1991 e 2004 |
| --------------------------------------------------- | --------------------------------------------------- | --------------------------------------------------- | --------------------------------------------------- |
| 1991                                                | 1996                                                | 2001                                                | 2004                                                |
| 2953                                                | 2796                                                | 2586                                                | 2679                                                |